# Roger Penske

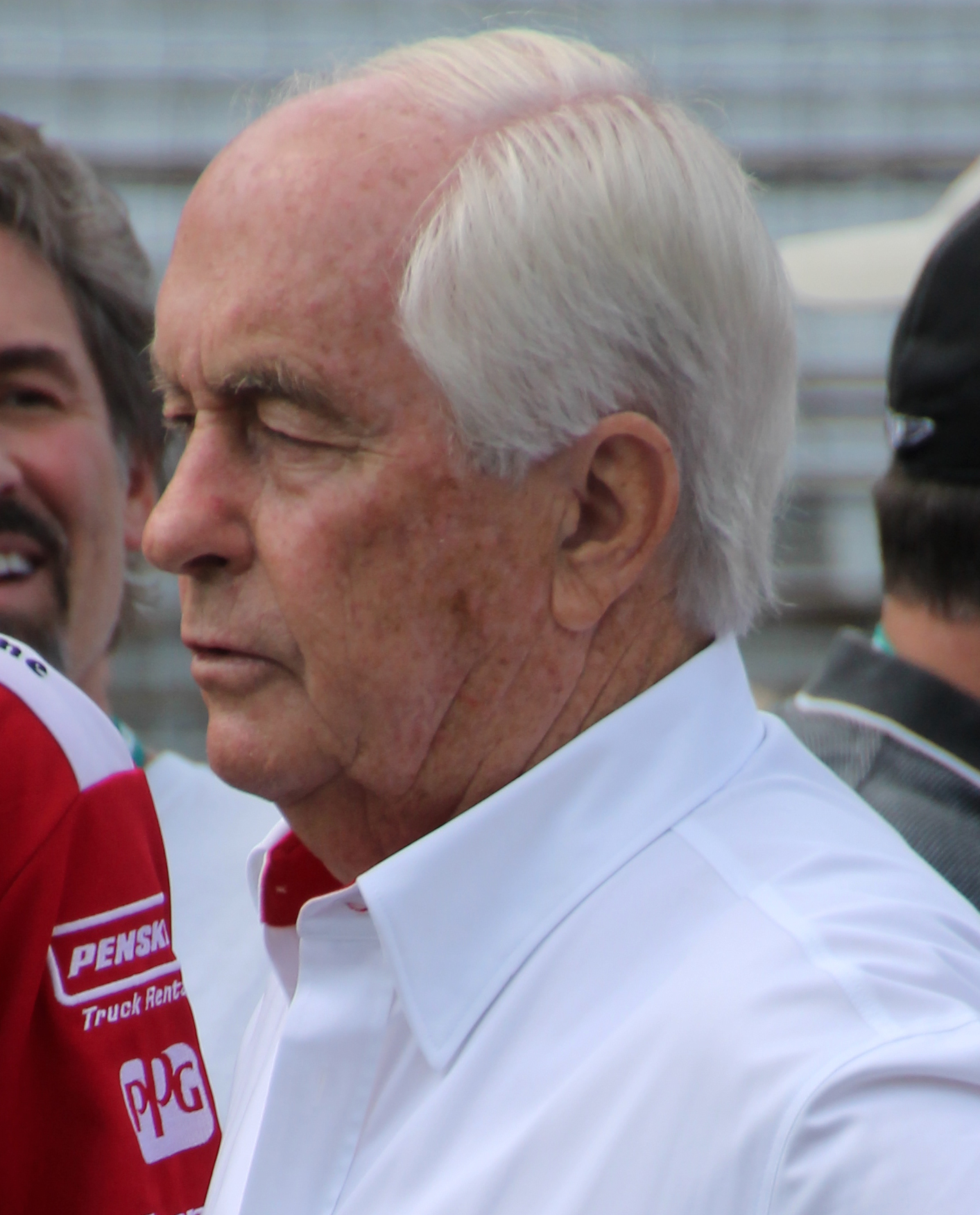
Roger Penske, 2015

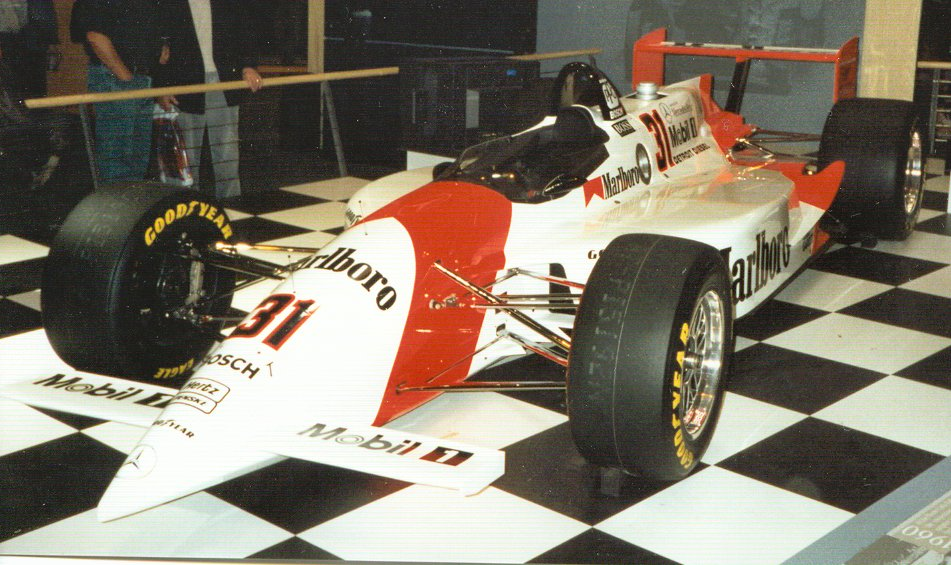
Cotxe de l'escuderia Penske Racing utilitzat el 1994 per Al Unser, Jr.

 Roger Penske  va ser un pilot de curses automobilístiques estatunidenc que va arribar a disputar curses de Fórmula 1.
Roger Penske va néixer el 20 de febrer del 1937 a Shaker Heights, Ohio, Estats Units. És el propietari i fundador de l'equip Penske Racing, escuderia amb moltes victòries a les competicions de motor nord-americanes com la Indy i la Nascar.

## A la F1
Va debutar a la vuitena i última cursa de la temporada 1961 (la dotzena temporada de la història) del campionat del món de la Fórmula 1, disputant el 8 d'octubre del 1961 el GP dels Estats Units al circuit de Watkins Glen.
Roger Penske va participar en un total de dues proves puntuables pel campionat de la F1,disputades en dues temporades consecutives (1961 - 1962) aconseguint com a millor classificació un vuitè lloc i no assolí cap punt pel campionat del món de pilots.

## Resultats a la Fórmula 1
| Any  | Equip             | Xassís | Motor  | 1   | 2   | 3   | 4   | 5   | 6   | 7   | 8     | 9   | 10 | Posició | Punts |
| ---- | ----------------- | ------ | ------ | --- | --- | --- | --- | --- | --- | --- | ----- | --- | -- | ------- | ----- |
| 1961 | John M Wyatt III  | Cooper | Climax | MON | HOL | BEL | FRA | GBR | ALE | ITA | USA 8 |     |    | -       | 0     |
| 1962 | Dupont Team Zerex | Lotus  | Climax | HOL | MON | BEL | FRA | GBR | ALE | ITA | USA 9 | SUD |    | -       | 0     |

### Resum
| Curses: | Victòries: | Pòdiums: | Poles: | Voltes ràpides: | Punts: |
| ------- | ---------- | -------- | ------ | --------------- | ------ |
| 2       | 0          | 0        | 0      | 0               | 0      |